# Байрам, Сэм
Самуэль Марк Байрам (англ. Samuel Mark Byram; род. 16 сентября 1993 года, в Тарроке, Англия) — английский футболист, защитник клуба «Лидс Юнайтед».

## Биография
Байрам — воспитанник академии «Лидс Юнайтед». 11 августа 2012 года в матче кубка Футбольной лиги против «Шрусбери Таун» дебютировал за «Лидс» на взрослом уровне. 28 августа этого же года в матче следующего раунда кубка Футбольной лиги против «Оксфорд Юнайтед» забил первый гол на взрослом уровне. С сезона 2012/13 являлся игроком основного состава в «Лидсе», суммарно отыграв за 3,5 сезона 130 матчей в Чемпионшипе.
20 января 2016 года за 4,8 миллиона евро перешёл в «Вест Хэм Юнайтед». 23 января 2016 года в матче чемпионата Англии против «Манчестер Сити» дебютировал за «Вест Хэм».

## Достижения
«Лидс Юнайтед»
- Победитель Чемпионшипа Английской футбольной лиги: 2024/25